# Joaquín Pereira Becerra
Joaquim Pereira Bezerra († 1923 em Carlosama) foi um militar equatoriano, conhecido por sua participação na batalha de Cuaspud de 1863.
Pereira Becerra era filho do espanhol Antonio Pereira e da equatoriana Manuela Becerra. Fez parte junto ao general Juan José Flores na fracassada restauração da Grande Colômbia. Desempenhou-se como Coronel da segunda divisão militar “Salvador” dos exércitos equatorianos enfrentados às divisões militares dos batalhões Colombianos do então presidente dos Estados Unidos de Colômbia, Tomas Cipriano de Mosquera, na batalha de Cuaspud em 1863.